# الهیات (رسته)
رسته عقیدتی-سیاسی از جمله معدود رسته‌های نیروی زمینی است که پس از انقلاب ۱۳۵۷ ایران به سازمان ارتش افزوده شد. کارکنان رسته الهیات در قالب سازمان عقیدتی و سیاسی و گروهان قرارگاه در ارتش سازماندهی می‌شوند، طبق سخنان روح‌الله خمینی، هنر عقیدتی و سیاسی در ارتش نزدیک کردن دل‌ها به خدا می‌باشد، روسای عقیدتی-سیاسی نیز از بین روحانیون بلندپایه گزینش می‌شوند. برگزاری و حمایت از امور معنوی پادگان از قبیل قرآن آموزی، مراسم ماه رمضان، محرم، نماز جماعت و ... بر عهدهٔ کارکنان ادارهٔ عقیدتی-سیاسی است.

رسته عقیدتی-سیاسی ارتش جمهوری اسلامی ایران